# Borophaginae
Borophaginae – wymarła podrodzina psowatych. Spotyka się określenie psy-hieny.